# Avancerad flygning

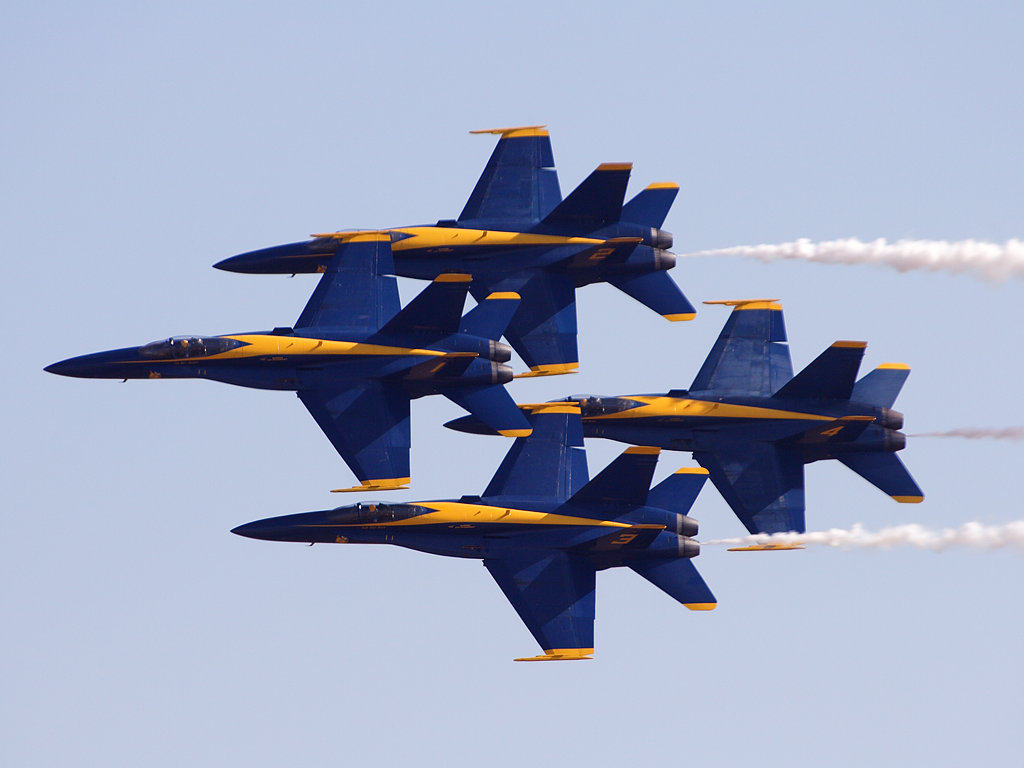
Blue Angels flyger i en avancerad formation.

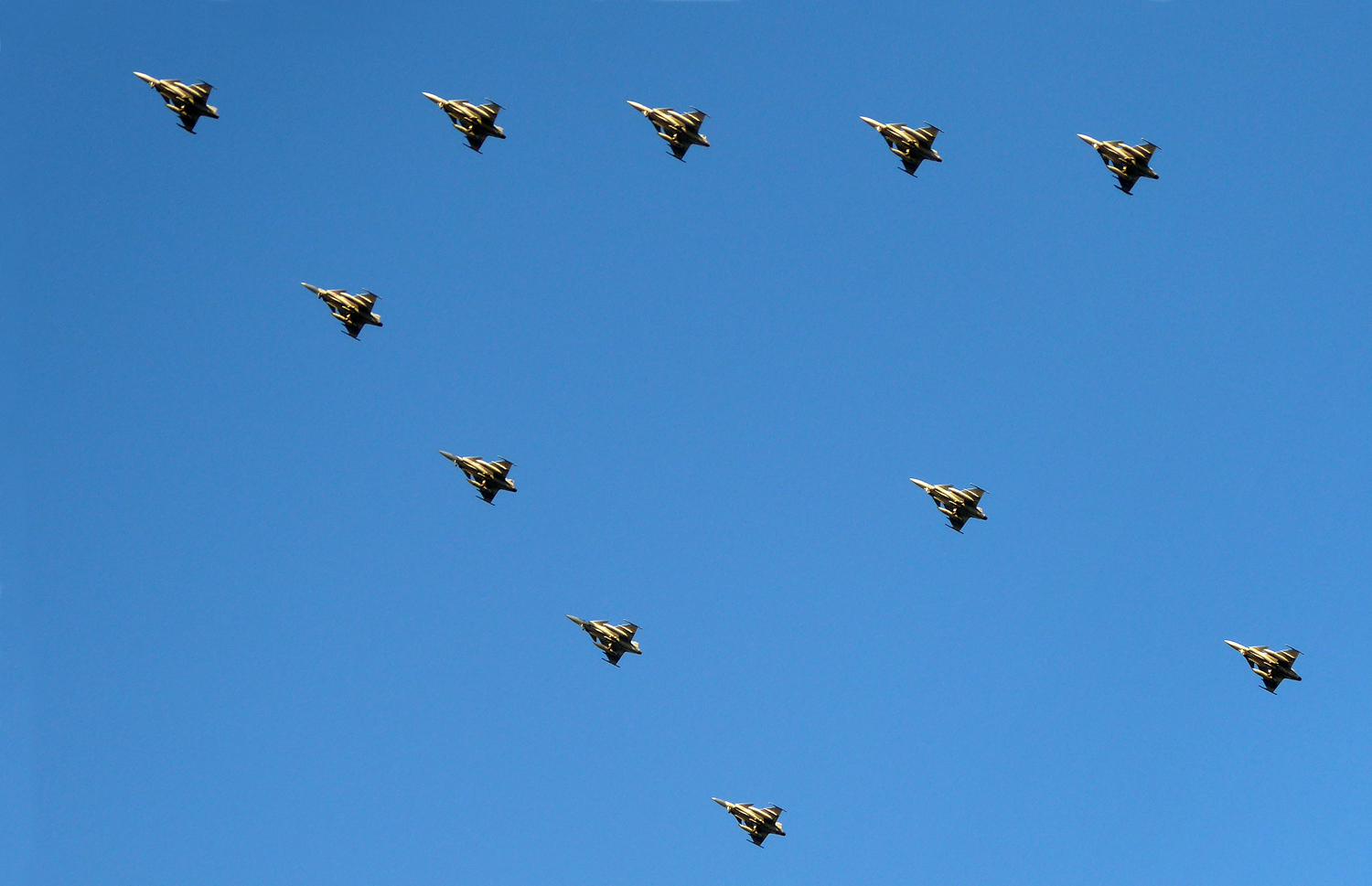
I samband med Svenska Flygvapnets 90-årsjubileum flög 11 Jas 39 Gripen i formation (julgran) över Ystad 12 dec 2016.

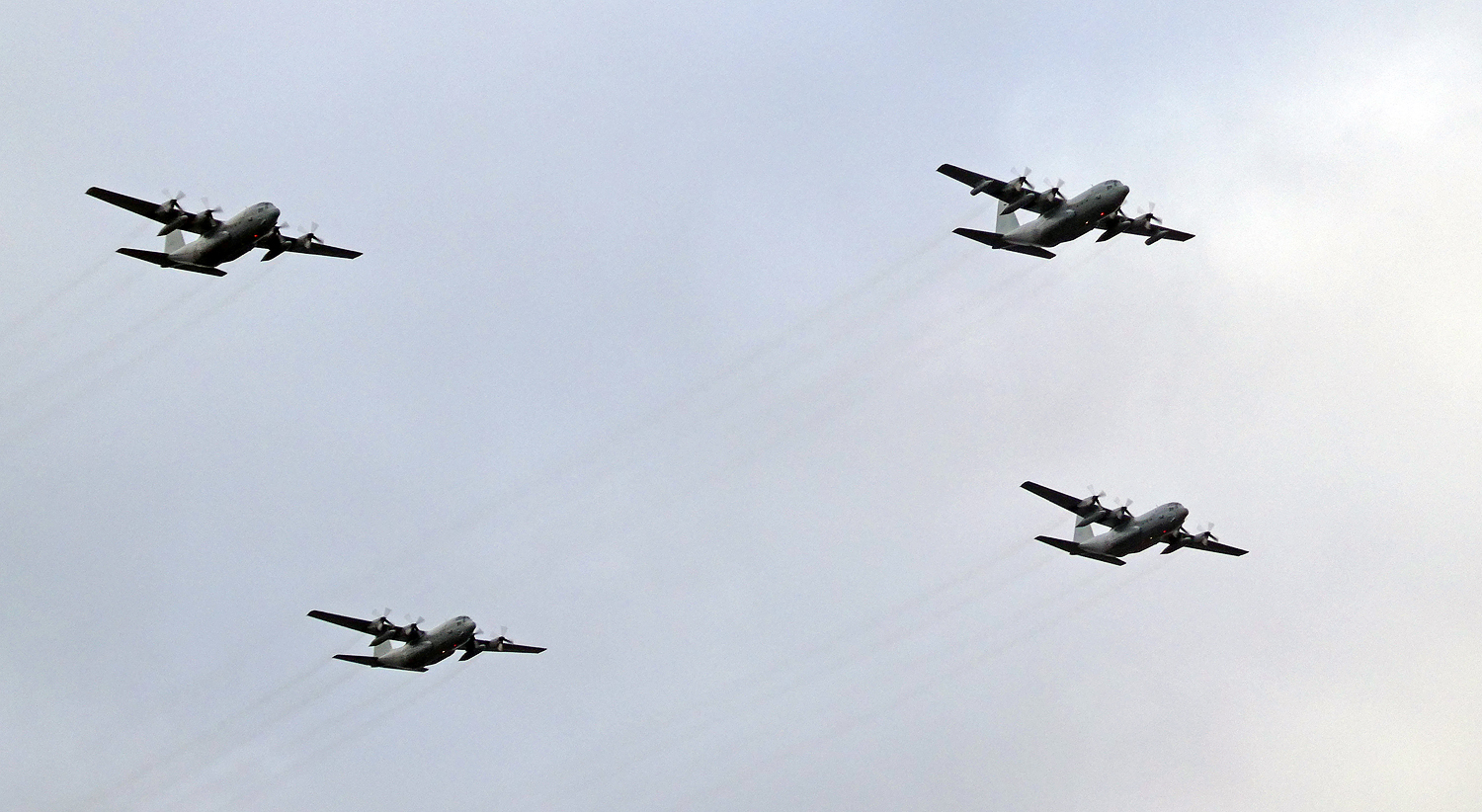
Lockheed C-130 Hercules flyger i formation över Ystad 16 dec 2020.

Avancerad flygning innebär civilt detsamma som konstflygning, som tillämpas som sport eller som uppvisning. Militärt tillämpas avancerad flygning huvudsakligen vid flygning av jaktflygplan och skolflygplan, men även av andra flygplan som behöver manövrera för att komma i lämpligt läge för till exempel bombfällning eller fotografering eller för att undkomma fientliga flygplan och luftvärn. I Svenska flygvapnet är avancerad flygning alltid en del av den grundläggande flygutbildningen. Formationsflygning i form av förflyttningsflygning räknas inte som avancerad flygning.
Det finns inga internationella regler eller gränser för militär avancerad flygning, utan varje land har sina egna regler och kompetenser. 

## Svenska civila bestämmelser
Avancerad flygning definieras på följande sätt:
”Med ett luftfartyg avsiktligt utförda manövrer, som innebär en plötslig förändring av dess läge eller en plötslig förändring av hastigheten; manövrer med en sidlutning av 60° eller mer eller en längdlutning av 30° eller mer är alltid avancerad flygning.”
Man behöver alltså inte flyga någon av de manövrer som vanligen förknippas med avancerad flygning, till exempel looping eller roll för att sägas utföra avancerad flygning. Men av säkerhetsmässiga skäl (för utövarna och personer på marken) är det ändå väsentligt att den som utför avancerad flygning eller - som utövarna ofta säger själva “flyger avans” eller “flyger ava” - kan behärska flygplanet i de manövrer som flygs och att dessutom flygplanet är godkänt för dessa manövrer. Därför måste en pilot som flyger avancerat civilt ha genomgått en grundkurs i avancerad flygning i en flygskola som godkänts för detta av den civila flygsäkerhetsmyndigheten – i Sverige Transportstyrelsens luftfartsavdelning. Då blir det i huvudsak grundmanövrerna som looping, etc. som lärs ut. 
De manövrer som ingår i grundutbildningen är relativt “snälla” manövrer där lastfaktorn är positiv eller kortvarigt eller måttligt negativ, till exempel under roll eller sväng med liten bankning (lutning i rolled) under ryggflygning. Manövrer med stor negativ lastfaktor, till exempel bunt, lärs ut i fortsättningskurser. Vid dessa krävs ingen flyglärarkompetens, däremot flygsäkerhetsmyndighetens godkännande av instruktör och kursupplägg. 
De grundläggande svenska bestämmelserna för den som avser utöva eller utövar avancerad flygning finns i Transportstyrelsens föreskrifter LFS 2007:45, 2013:25 (upphävd 2021-04-08) och 2013:26 (upphävd 2021-04-09), se .

## Andra länders civila bestämmelser
De civila bestämmelser för avancerad flygning som gäller i andra länder som tillåter privatflygning och som är anslutna till ICAO är i stort sett desamma som de svenska bestämmelserna. Merparten av all avancerad flygning flygs med flygplan som godkänts internationellt enligt bestämmelser som numera i huvudsak är desamma över hela världen. Vid tävlingar används samma manövrer internationellt. Grundutbildningens omfattning kan variera mellan olika länder, men endast i mindre grad. 

## Manöverlista (urval)

### Grundläggande manövrer
Följande manövrer ingår vanligen i den civila grundutbildningen i avancerad flygning:
- Brant sväng

60° bankning (sidlutning) och mer (om flygplanet har motorstyrka till att klara av det utan att förlora höjd och fart)
- Looping

Vertikal cirkelbåge (eller stående oval) med positiv lastfaktor (huvudet inåt)
- Roll (s.k. skevroderroll)

Skruvrörelse i kastbana med måttlig användning av höjd- och sidoroder
- Tunnelroll

Roll med positiv lastfaktor - en spiralformad rörelse framåt som påbörjas med lätt dykning och därefter upptagning samtidigt som rollen påbörjas
- Vanlig spinn (ofta används det engelska spin)

Spiralrörelse nedåt med vingarna överstegrade (saknar lyftkraft för flygning på grund av låg fart och kraftig turbulensbildning bakom/ovanför vingarna)
- Kvickroll

I princip en spinnrörelse i horisontalplanet
- Topproll (även kallad Immelmannsväng)

Halv looping som avslutas med en halv roll på toppen och horisontell flygning
- Halvroll (även kallad Split S)

Halv roll (vanligen i stigning för att minska farten), som avslutas med andra halvan av en looping till horisontalflykt
- Hjulning

Flygning upp till vertikalläge, därefter flatsväng i samma plan till vertikalläge med nosen nedåt, dykning och slutligen upptagning i motsatt flygriktning jämfört med när hjulningen påbörjades
- Ryggflygning rakt fram och i sväng med liten bankning
- Demonstration av ryggspinn (se nedan)

Dessutom brukar vissa kombinationer av manövrer ingå, såsom Kubansk 8:a (Cuban 8) och omvänd Kubansk 8:a, som är liggande åttor där delar av looping och roll resp. minst två split S efter varann ingår. 
Under grundutbildningen brukar man också lära ut koordinationsmanövrerna Chandelle och Lazy 8, som dock inte brukar betecknas som avancerad flygning utan som begränsad avancerad flygning, eftersom gränserna 60°/30° inte behöver överskridas.

### Avancerade manövrer
- Koordinerad rak roll

Roll på konstant höjd som kräver omfattande användning av alla roder i jämförelse med skevroderrollen
- Momentroll

Roll på konstant höjd som stoppas upp momentant var 90:e eller 45:e grad
- Bunt

Hel eller halv looping med huvudet utåt
- Hjulning med avslutande buntrörelse och halv roll

Som hjulning men efter vertikal flygning rakt ner görs “upptagningen” till horisontell flygning inverterat (alltså avslutning i samma flygriktning som när hjulningen påbörjades)
- Flatspinn

Rättvänd spinn med hög nos (kräver vanligen gaspådrag)
- Ryggspinn

Spinn med flygplanet upp och ner
- Inverterad sväng med stor bankning (huvudet utåt/nedåt)
- 360-graders sväng under samtidig roll
- Stjärtglidning

Flygning upp till vertikalläge, varefter flygplanet när det tappat fart först glider bakåt och sedan tippar över till flygning lodrätt nedåt
- Lomcevak

En familj tumlande manövrer som är näst intill omöjliga att beskriva[källa behövs]
- Kort parad (även kallad kobramanövern)

Svårbeskriven avancerad bromsmanöver som börjar med en, i något hög hastighet, snabb nosstigning till över 90° graders anfallsvinkel, vilket superstallar planet och bromsar det likt en luftbroms utan att anskaffa höjd – varefter negativt höjdroder appliceras för att skapa vridmoment kraftigt nog att sänka nosen ner till planflykt igen

## Flygplan godkända för avancerad flygning
För att godkännas för avancerad flygning över huvud taget måste ett modernt flygplan vara dimensionerat för en positiv lastfaktor av minst 6 och en negativ lastfaktor, vars absolutbelopp är minst 3.  Äldre flygplan kan dock vara godkända för avancerad flygning trots att de är dimensionerade för något lägre lastfaktorer. Dessutom framgår det normalt av flygplanets flyghandbok vilka manövrer som är tillåtna eller icke tillåtna om inte alla normala manövrer kan tillåtas.
Till flygplan som är godkända för avancerad flygning men som i övrigt även används för allmän nöjesflygning hör Bellanca Citabria (godkänt för +5G, -2G), Bellanca Decathlon, Cessna 152 Aerobat och svenska MFI-15 och Saab Safir (+4,8G, -2,4G).
De flygplan som används av den yttersta eliten i tävlingssammanhang är däremot gjorda speciellt för avancerad flygning och är dimensionerade för betydligt större lastfaktorer än minimikraven. Dit hör Pitts Special, Extra 300, CAP-232, Jak-55, Suchoj SU-26 och Suchoj SU-31.

## Tävlingar i avancerad flygning
Vid avancerad flygning enbart för nöjes skull är det inte nödvändigt att manövrerna blir helt korrekt utförda enligt utbildningen eller skolboken eller ser snygga ut från marken. Det väsentliga är att de utförs på ett säkert sätt utan att flygplanets tillåtna lastfaktorer eller andra begränsningar överskrids (till exempel att motorn övervarvas). Vid tävlingar i avancerad flygning är det däremot väsentligt att de ser snygga ut från marken. Där sitter nämligen domare, som bedömer manövrerna på liknande sätt som domare som bedömer simhopp eller konståkning på skridsko gör. Alla manövrer måste dessutom genomföras inom en zon vars längd och sida är 1000 meter vardera och vars höjd är 2000 fot (från 1500 ft till 3500 ft över marken). De tävlande måste därför bl.a. ta hänsyn till vinden så att inte manövrerna deformeras alltför mycket eller så att de inte hamnar utanför zonen, vilket kontrolleras av särskilda linjedomare.
Tävlingar i avancerad flygning anordnas i 5 olika klasser, i ökande svårighetsgrad, nämligen
- Basic (endast för nybörjare i avancerad flygning)
- Sportsman
- Intermediate
- Advanced
- Unlimited

Världsmästerskapen avgörs f.n i klasserna Advanced och Unlimited.
De angivna namnen på klasserna används internationellt.

## Arestisystemet

Kubansk 8:a enligt Arestisystemet

Vid tävlingar och träning inför tävlingar används en sorts stenografi, som på ett enkelt sätt beskriver de olika manövrerna grafiskt, liksom övergångarna mellan dem. Inför varje tävling publiceras en beskrivning av alla de obligatoriska tävlingsmanövrerna (som ska genomföras i en bestämd följd) i denna typ av stenografi, som alla tävlande har tillgång till i god tid. Därigenom behövs inga verbala beskrivningar av manövrerna. Sättet att beskriva manövrerna kallas för Arestisystemet efter den spanske flygaren Jose Louis de Aresti Aguirre, som först utvecklade systemet. Numera är det standardiserat av Fédération Aéronautique Internationale, FAI, se . Se också Aresti Catalog och . Varje manöver har en K-faktor som anger svårighetsgraden. Domarna ger dessutom varje manöver poäng upp till 10 för själva utförandet.